# Andreaea gainii
Andreaea gainii är en bladmossart som beskrevs av Jules Cardot 1911. Andreaea gainii ingår i släktet sotmossor, och familjen Andreaeaceae. Inga underarter finns listade i Catalogue of Life.